# Pilumnus gemmatus
Pilumnus gemmatus is een krabbensoort uit de familie van de Pilumnidae. De wetenschappelijke naam van de soort is voor het eerst geldig gepubliceerd in 1860 door Stimpson.